# Тракционная алопеция
Тракционная алопеция (англ. Traction alopecia) — разновидность алопеции или выпадения волос, вызванная длительным воздействием тянущей силы на волосы. Обычно происходит у людей, которые часто носят волосы в очень тугом хвосте, косичках или плетёных косах, особенно если волосы подвергаются химической завивке, которая снижает прочность волосяного стержня и приводит к ломкости волос. Тракционная алопеция вызывает выпадение волосяного покрова из-за постоянного натяжения, которое образует появление повреждений вдоль краевой линии роста волос, заметное при физическом осмотре. Диагноз ставится клинический. Лечение направлено на прекращение постоянного натяжения, в то время как косметические операции, подразумевающие хирургическое восстановление, предназначены для тяжёлых случаев, осложнённых рубцовым фиброзом.

## Причины

### Травматичная причёска
Часто встречается при определённых причёсках, таких как очень тугой хвост, косички или плетение, которые сильно тянут линию роста волос к макушке Чаще всего наблюдается у афроамериканских женщин, поскольку некоторые носят волосы туго зачёсанными назад. Такие прически иногда приводят к образованию рубцов. Травматизация также наблюдается у балерин и иногда у людей с длинными волосами, которые используют заколки, чтобы убирать волосы от лица, а также в культурных традициях, где волосы не состригаются в знак религиозного почитания. В последнем случае причиной является постепенно увеличивающийся вес самого волоса.
Тракционная алопеция имеет механическую природу, а не андрогенную. Она представляет существенный риск при процедуре наращивания волос, которая может применяться как для сокрытия выпадения волос, так и исключительно в косметических целях. Первый способ заключается в создании косы вокруг головы ниже существующей линии роста волос, к которой крепится парик или накладная прическа. Поскольку волосы продолжают расти, они требуют регулярного ухода, который включает в себя снятие накладной прически, повторное заплетание натуральных волос и плотное прикрепление прически. Тугое плетение кос и плотное прилегание накладной прически создают натяжение на волосах, которые уже находятся под угрозой выпадения. Дреды и одиночные (наращенные) косы могут иметь такой же эффект. Мужчины и женщины, страдающие тракционной алопецией, замечают, что выпадение волос происходит в основном вдоль линии роста волос — преимущественно в области висков и по бокам головы. Тракционная алопеция — одна из наиболее распространенных причин выпадения волос у афроамериканских женщин.

### Головные уборы
- Медсестры, которые носят шапочки, плотно закрепленные заколками сбоку или сзади головы, могут столкнуться с этим видом алопеции[10].
- Сикхи, как мужчины[11], так и женщины, подвержены риску алопеции, если волосы под тюрбаном завязываются слишком туго на протяжении многих лет[12].
- Способ ношения хиджаба и прическа, используемая под ним, также могут способствовать выпадению волос[13].
- Защитные шлемы, плотно прилегающие к коже головы, являются причиной тракционной алопеции. Подкладка плотно прилегающих защитных шлемов, подобных тем, которые надеваются при езде на мотоцикле, велосипеде, лыжах и сноуборде, вызывает постоянное трение и перетягивание определенных участков волос и кожи головы. Те, кто часто носит такие шлемы или использует их в течение длительного времени, более склонны к развитию тракционной алопеции.

### Химикаты
Состояние, известное как ЦЦЦА (центральная цикатрициальная центробежная алопеция), которое в основном встречается у афроамериканских женщин, может привести к обширному выпадению волос. Оно вызывается сочетанием избыточного натяжения волос и использованием жестких химических выпрямителей и красителей.

## Диагностика
Тракционная алопеция характеризуется появлением повреждений вдоль краевой линии роста волос при очном осмотре, а также отступанием линии роста волос из-за хронического натяжения.
Дифференциальный диагноз этого типа очаговой алопеции, когда она находится в стадии без рубцов, включает трихотилломанию и очаговую алопецию, на поздней стадии, когда присутствуют гладкие безволосые участки с выпадением волосяных фолликулов, это может напоминать рубцовую алопецию, такую как фронтальная фиброзирующая алопеция (ФФА) и центральная цикатрициальная центробежная алопеция (CCCA).
Лобная фиброзирующая алопеция может сопровождаться необычным сохранением линии роста волос (признак псевдочёлки).

## Лечение
Лечение, как правило, не является медикаментозным. Включает в себя прекращение хронического натяжения, косметические процедуры, а хирургическое восстановление — в более тяжёлых случаях с рубцовым фиброзом. Эффективно себя показала пересадка волос ручными способами, такими как HFE, FUE Hand, DHI, FUE + FUI.